# The Twilight Zone (1959)
The Twilight Zone is een Amerikaanse televisieserie bedacht door Rod Serling. De serie liep van 1959 t/m 1964, met een totaal van 156 afleveringen. De serie, die bij de eerste Nederlandse uitzendingen Tweeduuster werd genoemd, wordt vandaag de dag nog steeds van tijd tot tijd uitgezonden.

## Opbouw
De serie draait per aflevering om een ander verhaal, met andere personages. Deze personages komen doorgaans in vreemde situaties terecht, het moment waarop zij volgens verteller Rod Serling “the Twilight Zone” betreden.

## Geschiedenis

### Ontwikkeling
Eind jaren 50 was Rod Serling al redelijk bekend in de televisiewereld. Hij ergerde zich echter geregeld aan de censuur die netwerken en shows vaak toepasten op zijn werk. Volgens hem was zelf een show beginnen de enige manier om dit te omzeilen.
Zijn eerste poging was
"The Time Element". Het script van deze aflevering door Bert Granet overgenomen.

### Seizoen 1 (1959-1960)
The Twilight Zone debuteerde in de nacht van 2 oktober 1959, en werd met positieve reacties ontvangen.
De originele zwart-wit serie begon altijd met een intro door Rod Serling. Zijn openingszin was doorgaans.

"There is a fifth dimension, beyond that which is known to man. It is a dimension as vast as space… and as timeless as infinity. It is the middle ground between light and shadow, between science and superstition… and it lies between the pit of man's fears and the summit of his knowledge. This is the dimension of imagination. It is an area which we call… the twilight zone."
— Rod Serling

Hoewel de show succesvol overkwam bij de critici, kostte het in het begin moeite een geschikt doelpubliek te vinden. De serie kwam al snel in gevaar door tegenvallende kijkcijfers. Na een wat moeizame start kreeg de serie uiteindelijk genoeg kijkers om te mogen blijven.
Op één aflevering na bevatte Seizoen 1 alleen maar verhalen geschreven door Rod Serling zelf. Enkele noemenswaardige afleveringen uit seizoen 1 waren "Time Enough at Last", "Walking Distance" en "The After Hours". Het seizoen leverde Serling een Emmy Award en een Hugo Award op.

### Seizoen 2 (1960-1961)
Het tweede seizoen ging in première op 30 september 1960 met de aflevering "King Nine Will Not Return", Serling's remake van de pilotaflevering "Where Is Everybody?". De show kreeg een nieuwe intro gecomponeerd door Marius Constant.
Een nieuwe sponsor, Colgate-Palmolive, verving Kimberly-Clark en een nieuwe netwerkproducent, James Aubrey nam CBS over. James bleek lastig voor de show, aldus producer Del Reisman. Dit omdat de show relatief duur in productie was. Zo dwong hij de producers seizoen 2 in te korten met zeven afleveringen, en dat zes van de wel geproduceerde afleveringen op videotape zouden worden opgenomen in plaats van op film.
Het tweede seizoen kende wederom een aantal noemenswaardige afleveringen waaronder "The Eye of the Beholder" en "The Invaders". Het schrijversteam werd uitgebreid met nieuwe schrijvers. Tevens betekende het seizoen het debuut van George Clayton Johnson. Emmy's werden gewonnen door Serling en George T. Clemens. Tevens won de serie voor de tweede maal de Hugo Award.

### Seizoen 3 (1961-1962)
In het derde jaar begon Serling een beetje door zijn ideeën heen te raken. Bovendien eiste het werk als zowel producer, verteller en schrijver van de serie zijn tol. Voor seizoen 3 leverde hij nog maar 56% van alle scripts.
Ondanks de tegenslag slaagde Serlings er weer in een aantal inmiddels klassieke afleveringen te produceren waaronder "It's a Good Life", "To Serve Man" en "Five Characters in Search of an Exit". Scripten werden deels door Montgomery Pittman en Earl Hamner Jr. geleverd.
The Twilight Zone werd dit jaar voor twee Emmy Awards genomineerd. Tevens kreeg de show weer de Hugo Award.
In de lente van 1962 moest de serie nog steeds een producer vinden voor het vierde seizoen. Teven werd de serie vervangen door de sitcom Fair Exchange. Daar de serie blijkbaar ten einde was, vertrok producer Buck Houghton. Serling nam een baan bij het Antioch College. Hoewel de serie uiteindelijk toch werd voortgezet, daalde Serlings bijdrage hierdoor enorm.

### Seizoen 4 (1963)
In november 1962 werd het contract van Twilight Zone (nu zonder The) verlengd en nam weer de plaats in van Fair Exchange. Om het gat op te vullen werden de afleveringen verlengd van de traditionele 30 minuten naar een uur. Dit idee viel niet in goede aarde bij de productiecrew, aangezien de verhalen nu veel verder uitgewerkt moesten worden.
Herbert Hirschman werd ingehuurd om Buck Houghton te vervangen. Een van zijn eerste beslissingen was een nieuw openingsfilmpje.
Dit seizoen van Twilight Zone moest het weer grotendeels doen met het schrijverstrio Serling, Matheson en Beaumont. Serlings bijdrage was dit seizoen beperkt vanwege zijn nieuwe baan. Hij deed nog steeds het leeuwendeel wat betreft het schrijverswerk, maar op alle andere fronten was hij vrijwel afwezig.
Met nog vijf afleveringen te gaan vertrok Hirschman voor een baan bij de NBC serie Espionage. Bert Granet nam zijn taak over.
De show werd genomineerd voor een Emmy Award en de Hugo Award in dit seizoen.

### Seizoen 5 (1963-1964)
In seizoen 5 keerde de show terug naar zijn oude formaat van 30 minuten. Beaumont verliet het team, en liet zijn werk doen door de ghostwriters Jerry Sohl en John Tomerlin. Bert Granet vertrok naar 13 afleveringen, en werd vervangen door William Froug.
Froug maakte een paar beslissingen die niet echt goed vielen bij de rest van de crew. Zo verwierp hij enkele scripts, of liet ze geheel herschrijven door andere schrijvers. Zelfs onder deze omstandigheden werden nog een paar afleveringen gemaakt die tegenwoordig gelden als klassiekers, zoals "Nightmare at 20,000 Feet", "A Kind of a Stopwatch" en "Living Doll". In dit seizoen werd de show voor het eerst niet genomineerd voor de Emmy Awards.
Eind januari 1964 kwam het bericht dat de show zou worden stopgezet. Om een of andere reden maakte Jim Aubrey bekend genoeg te hebben van de serie, aldus Froug. Volgens Serlings wilde ABC de show wel kopen en hernoemen tot Witches, Warlocks and Werewolves, maar Serlings zag hier niets in.

## Muziek
De muziek van de serie werd onder andere gecomponeerd door Jerry Goldsmith, Nathan Van Cleave, Leonard Rosenman, Fred Steiner, en Franz Waxman. Marty Manning bracht in 1961 een album uit geïnspireerd door de serie.

## Gastrollen
The Twilight zone staat bekend om zijn vele gastrollen. Zo deden onder andere Charles Bronson, Carol Burnett, Robert Duvall, een erg jonge Ron Howard en een zelfs jongere Bill Mumy, Buster Keaton, Jack Klugman, Cloris Leachman, Lee Marvin, Burgess Meredith, Elizabeth Montgomery, Agnes Moorehead, Suzy Parker, Robert Redford, Don Rickles, Mickey Rooney, Telly Savalas, William Shatner, Peter Falk, Danny Kaye en Dick York mee in de serie.
Echt vaste acteurs kende de serie niet daar elke aflevering om andere personages draaide.

## In Nederland
In Nederland was de serie in de jaren zestig op TV onder de naam Tweeduuster.
De eerste aflevering is daarnaast in 1970 ook in Nederland opgenomen door de NCRV als Waar is iedereen.